# Rasmus Minor Petersen
Rasmus Jeppe Minor Petersen (Svendborg, 13 settembre 1988) è un ex calciatore danese, di ruolo difensore.

## Carriera

### Club
Minor Petersen è cresciuto nelle giovanili dell'Odense. In vista della 1. Division 2008-2009 è passato allo LFA: ha esordito in squadra il 27 agosto 2008, subentrando a Jesper Münsberg nella partita persa per 1-2 contro l'Herfølge. La squadra è retrocessa in 2. Division al termine di quella stessa stagione.
Nel 2010 è stato tesserato dal Brønshøj, per cui ha debuttato il 15 agosto, quando ha sostituito Michael Edvold Sørensen nella sconfitta per 3-1 arrivata in casa dell'Aarhus. L'11 maggio 2013 ha siglato il primo gol in campionato, nel pareggio interno per 1-1 contro l'AB.
Il 10 giugno 2013 è stato ingaggiato ufficialmente dal Lyngby, a cui si è legato con un contratto biennale. Il 25 luglio ha giocato la prima partita con questa casacca, schierato titolare nella partita persa per 2-0 contro l'HB Køge.
Nel 2015 si è accordato con l'Helsingør, in 1. Division. Il 26 luglio ha giocato la prima gara in squadra, nella partita persa per 3-0 contro il Roskilde. Il 2 aprile 2017 ha realizzato invece il primo gol, contribuendo alla vittoria per 1-2 arrivata in casa del Fremad Amager.
Il 13 giugno 2017, l'Hobro ha reso noto d'aver tesserato Minor Petersen, che si è legato al nuovo club con un contratto triennale. Il 16 luglio 2017 ha esordito in Superligaen, impiegato da titolare nel 2-1 inflitto all'Helsingør. Il 3 dicembre successivo ha realizzato la prima rete nella massima divisione locale, nell'1-1 casalingo contro l'Horsens.
A causa della pandemia di COVID-19 del 2020 in Danimarca, la Superligaen 2019-2020 – come molti altri campionati – ha subito un'iniziale interruzione e poi uno slittamento del calendario: pertanto, in data 7 giugno 2020, il contratto di Minor Petersen è stato prolungato di un mese oltre la naturale scadenza. Il 5 agosto 2020, Minor Petersen ha lasciato il club.
Il 10 ottobre 2020, libero da vincoli contrattuali, ha firmato un accordo valido sino al termine della stagione con i norvegesi dell'Odd. Il 24 novembre successivo è stata resa nota la rescissione del contratto, senza che Minor Petersen avesse giocato alcuna partita per l'Odd. Il 26 gennaio 2021 ha annunciato il proprio ritiro dall'attività agonistica.

## Statistiche

### Presenze e reti nei club
Statistiche aggiornate al 26 gennaio 2021.
| Stagione         | Club             | Campionato       | Campionato | Campionato | Coppe nazionali | Coppe nazionali | Coppe nazionali | Coppe continentali | Coppe continentali | Coppe continentali | Supercoppe | Supercoppe | Supercoppe | Totale | Totale |
| Stagione         | Club             | Comp             | Pres       | Reti       | Comp            | Pres            | Reti            | Comp               | Pres               | Reti               | Comp       | Pres       | Reti       | Pres   | Reti   |
| ---------------- | ---------------- | ---------------- | ---------- | ---------- | --------------- | --------------- | --------------- | ------------------ | ------------------ | ------------------ | ---------- | ---------- | ---------- | ------ | ------ |
| 2008-2009        | LFA              | 1D               | 11         | 0          | CD              | 1               | 0               | -                  | -                  | -                  | -          | -          | -          | 12     | 0      |
| 2009-2010        | LFA              | 2D               | ?          | ?          | CD              | 1               | 0               | -                  | -                  | -                  | -          | -          | -          | 1+     | 0+     |
| Totale LFA       | Totale LFA       | Totale LFA       | 11+        | 0+         |                 | 2               | 0               |                    | -                  | -                  |            | -          | -          | 13+    | 0+     |
| 2010-2011        | Brønshøj         | 1D               | 18         | 0          | CD              | ?               | ?               | -                  | -                  | -                  | -          | -          | -          | 18+    | 0+     |
| 2011-2012        | Brønshøj         | 1D               | 21         | 0          | CD              | ?               | ?               | -                  | -                  | -                  | -          | -          | -          | 21+    | 0+     |
| 2012-2013        | Brønshøj         | 1D               | 26         | 2          | CD              | ?               | ?               | -                  | -                  | -                  | -          | -          | -          | 26+    | 2+     |
| Totale Brønshøj  | Totale Brønshøj  | Totale Brønshøj  | 65         | 2          |                 | ?               | ?               |                    | -                  | -                  |            | -          | -          | 65+    | 2+     |
| 2013-2014        | Lyngby           | 1D               | 25         | 0          | CD              | 4               | 0               | -                  | -                  | -                  | -          | -          | -          | 29     | 0      |
| 2014-2015        | Lyngby           | 1D               | 8          | 1          | CD              | 2+              | 0+              | -                  | -                  | -                  | -          | -          | -          | 10+    | 1+     |
| Totale Lyngby    | Totale Lyngby    | Totale Lyngby    | 33         | 1          |                 | 6+              | 0+              |                    | -                  | -                  |            | -          | -          | 39+    | 1+     |
| 2015-2016        | Helsingør        | 1D               | 30         | 0          | CD              | 4               | 0               | -                  | -                  | -                  | -          | -          | -          | 34     | 0      |
| 2016-2017        | Helsingør        | 1D               | 33+2       | 1+1        | CD              | 2               | 0               | -                  | -                  | -                  | -          | -          | -          | 37     | 2      |
| Totale Helsingør | Totale Helsingør | Totale Helsingør | 63+2       | 1+1        |                 | 6               | 0               |                    | -                  | -                  |            | -          | -          | 71     | 2      |
| 2017-2018        | Hobro            | SL               | 30         | 1          | CD              | 2               | 0               | -                  | -                  | -                  | -          | -          | -          | 32     | 1      |
| 2018-2019        | Hobro            | SL               | 32         | 0          | CD              | 3               | 0               | -                  | -                  | -                  | -          | -          | -          | 35     | 0      |
| 2019-2020        | Hobro            | SL               | 34         | 2          | CD              | 1               | 0               | -                  | -                  | -                  | -          | -          | -          | 35     | 2      |
| Totale Hobro     | Totale Hobro     | Totale Hobro     | 96         | 3          |                 | 6               | 0               |                    | -                  | -                  |            | -          | -          | 102    | 3      |
| ott.-nov. 2020   | Odd              | ES               | 0          | 0          | -               | -               | -               | -                  | -                  | -                  | -          | -          | -          | 0      | 0      |
| Totale           | Totale           | Totale           | 268+2+     | 7+1+       |                 | 20+             | 0+              |                    | -                  | -                  |            | -          | -          | 290+   | 8+     |